# Faiditus dracus
Faiditus dracus är en spindelart som först beskrevs av Chamberlin och Ivie 1936.  Faiditus dracus ingår i släktet Faiditus och familjen klotspindlar. Inga underarter finns listade i Catalogue of Life.